# S/2004 S 6
S/2004 S 6 — вероятный естественный спутник Сатурна.

## История открытия
Спутник S/2004 S 6 был открыт по фотоснимкам космического аппарата «Кассини» 28 октября 2004 года группой американских астрономов во главе с Каролиной Порко. Существование этого спутника пока официально не подтверждено, поэтому он не имеет официального названия.

## Орбита
S/2004 S 6 находится у внешнего края кольца F. Его орбита лежит внутри орбиты Пандоры.

## Физические характеристики
Спутник имеет диаметр около 5 километров и период обращения 0,618 дней.